# Kurajsz

Kurajsz w kaligrafii arabskiej

Kurajsz – sto szósta sura Koranu. Ma cztery aje. Jej nazwa dosłownie oznacza plemię Kurajszytów. Jest to sura mekkańska. Nakazuje Kurajszytom czczenie Allaha aby zapewnił im bezpieczeństwo. Tradycyjnie uznawana za parę z surą al-Fil – podobno w pierwotnej wersji Koranu zapisanej przez Ubaja ibn Ka'ba tworzyły one całość.